# Heinrich Brunn
Heinrich Brunn (Wörlitz, 23 gennaio 1822 – Schliersee, 23 luglio 1894) è stato un archeologo tedesco.

## Biografia

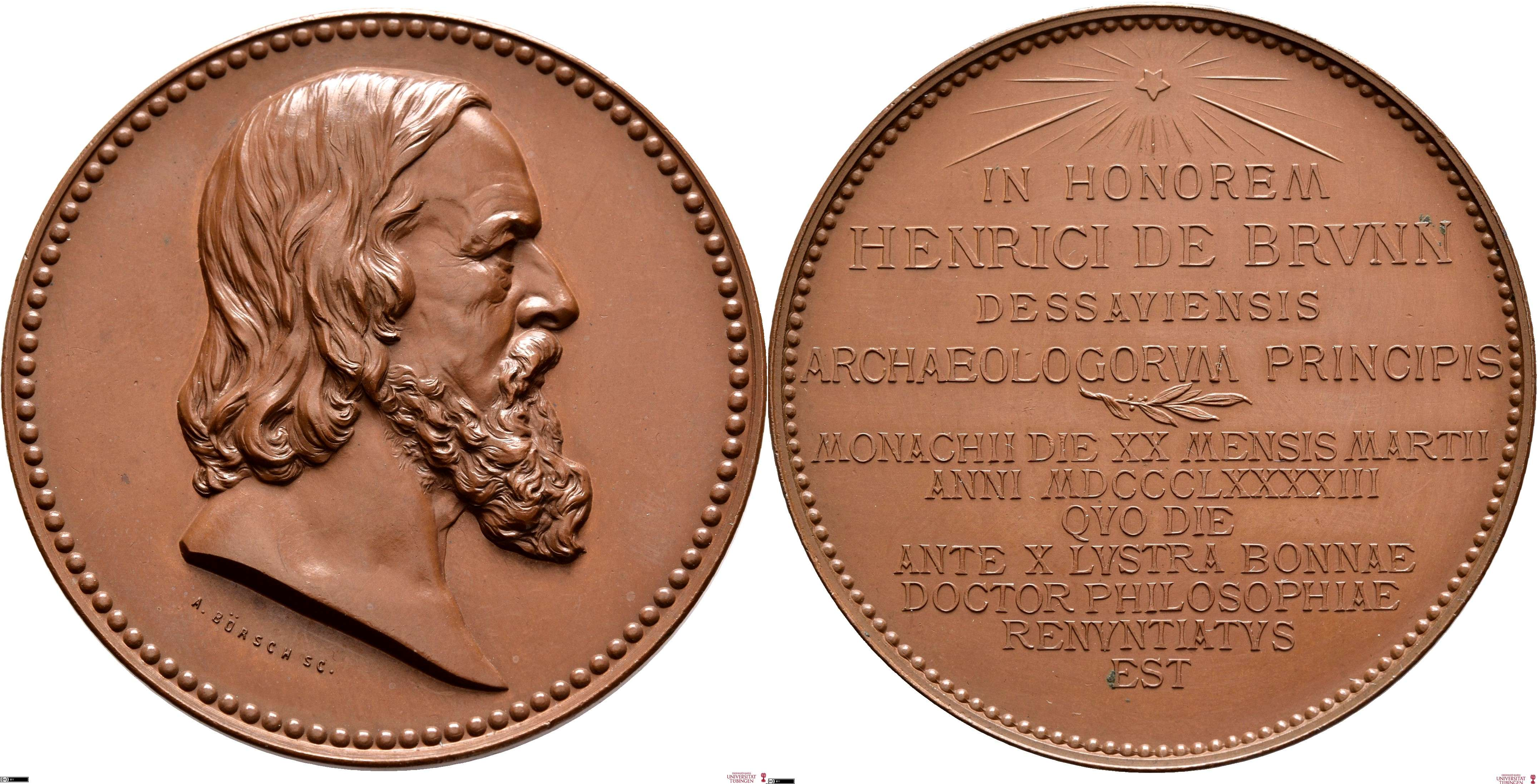
Medaglia commemorativa di Heinrich von Brunn (1893)

Heinrich Brunn studiò archeologia e filologia all'Università di Bonn. Nel 1843 si trasferì in Italia dove lavorò presso l'Istituto archeologico germanico (Deutsches Archäologisches Institut o DAI) a Roma. Dal 1865 al 1894 insegnò archeologia all'Università Ludwig Maximilian di Monaco di Baviera, dove nel 1888 venne nominato direttore della Gliptoteca, uno dei più importanti musei tedeschi.
Nel 1893 gli venne dedicata una medaglia.